# 고트하르트 터널

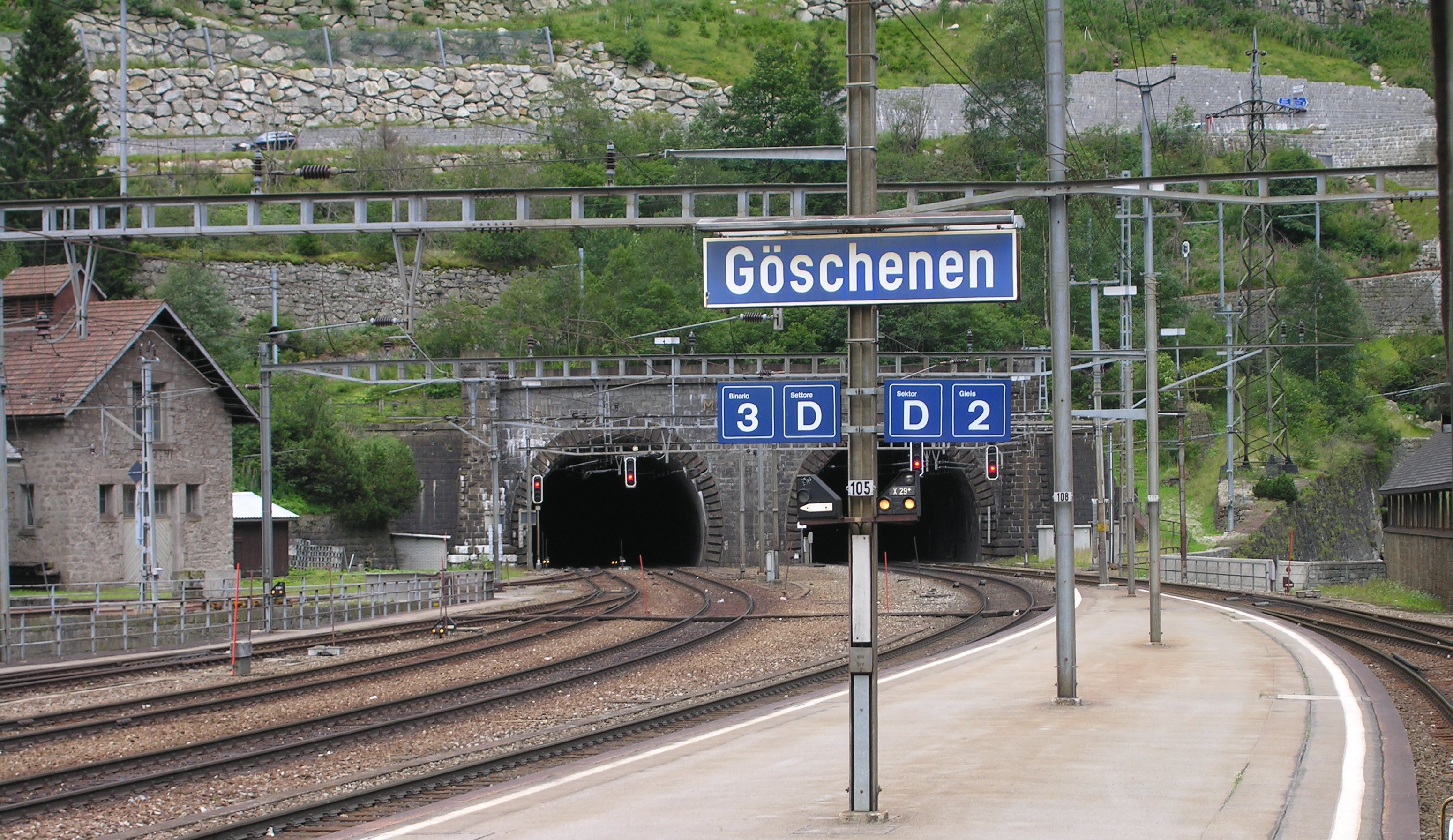
고트하르트 터널

고트하르트 터널(독일어: Gotthardtunnel)은 스위스의 철도 터널이다. 현재 고트하르트 터널의 전체 길이는 15km이다. 고트하르트 철도의 최고 지점에 있으며, 고트하르트산맥을 관통하여 우리주 괴세넨과 티치노주 아이롤로를 잇고 있으며, 고트하르트 고개 아래를 통과하고 있다. 이 터널은 표준궤 복선 철도 전체를 수용하는 단일 구멍 터널로 건설되었다. 1882년 개통 당시 고트하르트 터널은 세계에서 가장 긴 터널이었다.
터널은 괴세넨(1,106m)의 북쪽 입구에서 시작되며, 가장 높은 지점(1,151m)은 약 8km 후에 도달한다. 2km를 더 가면 우리주와 티치노주의 경계를 넘는다. 5km 더 가면 터널이 아이롤로(1,142m) 근처의 남쪽 입구에서 끝난다. 여행은 기차로 약 7-8분 소요된다. 서비스는 스위스 연방 철도에서 운영한다.

## 배경
고트하르트 터널과 그 건설의 기원은 유럽 국가 간의 상호 연결성을 개선하고자 하는 열망으로 거슬러 올라갈 수 있다. 계획이 시작되기 전에도 그런 터널은 북해와 지중해를 연결하여 상품의 이동을 촉진함으로써 새로운 상업적 기회를 열어 주는 더 넓은 철도망의 필수 요소이지만, 단일 요소로 구상되었다. 그것은 벨기에, 네덜란드, 독일의 항구와 이탈리아 북부의 항구를 사이에 두고 많은 내륙 도시들을 사이에 두고 상품과 사람들의 이동을 용이하게 함으로써 새로운 상업적 기회를 열어줄 것이었다. 이를 달성하기 위해서는 가장 중심점을 중심으로 알프스 산맥을 횡단해야 했다. 가능한 모든 경로 중에서 고트하르트는 역사적으로 여행자가 도보나 마차로 통과하는 데 가장 선호되는 경로였다.
따라서 고트하르트 철도 회사는 이러한 노선을 개척하기 위해 1871년에 설립되었으며, 회사는 초기에 뛰어난 스위스 산업가 알프레드 에셔의 관리하에 운영되었다. 터널이 형성되기 전에 괴세넨과 아이롤로가 될 예정인 터널의 양쪽 끝을 위한 최적의 위치를 결정하기 위한 조사가 수행되었다. 초기에는 프로젝트를 위한 충분한 자금을 확보하는 데 어려움이 있었다. 따라서 자금 조달은 스위스 (2천만 CHF), 이탈리아 (4천5백만 CHF) 및 독일 제국의 다양한 개인 및 공공 투자자에게 분배되었다.(20M CHF). 투자자와 엔지니어 모두의 신뢰는 프레주스 철도 터널에 의해 강화되었다. 프레주스 철도 터널의 건설은 이전보다 긴 터널을 더 실용적으로 건설할 수 있도록 하는 다양한 현대적 혁신의 도입으로 상당한 도움을 받았다.
터널 건설 계약은 경쟁 입찰 과정을 거쳐 선택하기로 결정되다. 이 과정에서 각각 제네바와 이탈리아에 기반을 둔 두 엔지니어링 회사 간에 치열한 입찰 전쟁이 발발했다. 결국 스위스 엔지니어인 루이 파브르가 제출한 최종 입찰이 최고의 제안으로 선택되었다. 그는 미터당 2,830 스위스 프랑의 예상 비용으로 터널 건설 계약을 체결했다. 그러나 상대적으로 낮은 입찰가로 공사를 수주하긴 했지만, 그 결과 건설 진행 중 발생하는 추가 비용에 비해 파브르는 스위스 정치인과 투자자와 점점 더 사이가 벌어졌다.
건설 활동이 시작되기 전에도 터널의 위치는 초기 프레주 철도 터널(Fréjus Rail Tunnel)의 위치를 능가하는 문제를 제시했다. 가파른 정상과 높이로 인해 직접 관찰을 통한 측량은 불가능했고, 삼각측량과 정확한 지도 제작을 결합한 보다 복잡한 간접기법을 M. 겔프케가 이끄는 팀에서 수행했다. 이후 M. 코페가 이끄는 두 번째 팀에 의해 다른 방법론을 통해 확인되었다.

## 건설
1871년에 고트하르트 터널이 제대로 건설되기 시작했는데, 완료하는 데 10년이 걸렸다. 천공은 양쪽에서 동시에 시작되었으며, 각 구멍이 서로 정렬되도록 유지하기 위해 정확한 측량에 의존했다. 다른 업적들 중에서 천공 공정에는 1867년에야 특허를 받은 비교적 최근의 혁신이라고 불렸던 다이너마이트의 대규모 사용이 최초로 포함되었다. 또 다른 주요 혁신은 스위스 엔지니어 루이 파브르가 개발한 기계화된 터널링 기계의 사용이었다. 작업 감독자와 주계약자는 수동 천공을 더 많이 사용하라는 압력에도 불구하고 강력하게 옹호했다. 터널을 만드는 데 사용된 엔지니어링은 파브르가 완성된 모습을 볼 수 없었지만, 1879년 7월 19일 터널 안에서 치명적인 심장마비를 겪으면서 돌파구를 달성하기 겨우 6개월 전인 파브르의 공로로 인정될 수 있다.
터널 건설은 기술적, 지질학적, 재정적 요인으로 인해 어려운 것으로 판명되었다. 당시 중장비에 전력을 공급하는 데 필요한 풍부한 물 공급은 신뢰할 수 없었다. 트레몰라 샘은 하나의 원천이었지만, 계절에 따라 용량이 크게 변경되어 대신 더 먼 티치노강에서 물을 추출했다. 제네바에 거주하는 엔지니어 M. 콜라돈의 제안으로 압축 공기를 사용하기로 결정작업장 주변과 구멍을 따라 에너지를 전달하는 수단으로 사용된다. 공기는 물 구동식 펌프로 압축되어 사용 전에 냉각된 저장소에 저장되었다. 공기 파이프가 더 많은 거리를 횡단함에 따라 압력을 유지하기 위해 사용된 파이프의 직경이 증가했다. 시추하는 동안 암석의 열을 줄이기 위해 물을 일상적으로 분사하여 암벽을 냉각했다.

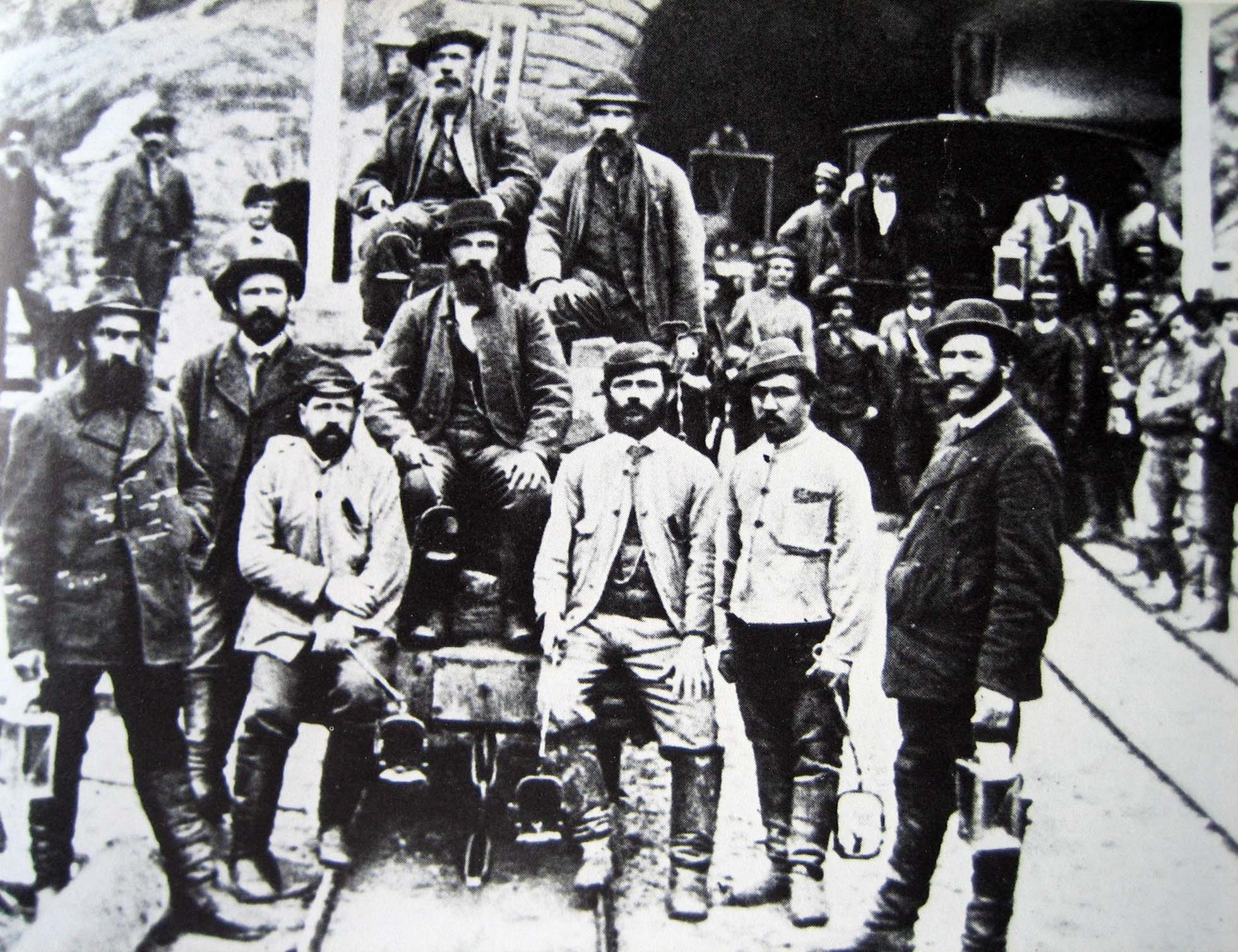
아이롤로의 건설 노동자들

지질학적으로 일반적으로 기계 드릴링을 사용할 수 있는 충분한 경도의 암석으로 구성되어 있었다. 그러나 예상외로 단단한 암석이 종종 튀어나와 최고 강도의 드릴도 무디게 만들어 진행 속도를 크게 늦추었고, 때로는 하루에 1m 정도까지 속도를 떨어뜨렸다. 또한 완전히 분해된 기반암을 만난 구간이 있었는데, 이는 잠재적 붕괴 위험이 있어서 전통적인 수작업을 통해서만 제거할 수 있었다. 열차 운행을 위한 충분한 여유 공간을 확보하기 위해 천정은 고급 천공이 완료된 후 아치형으로 만들어졌다.

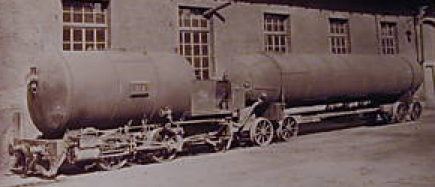
압력 용기가 부착된 공기압 기관차.

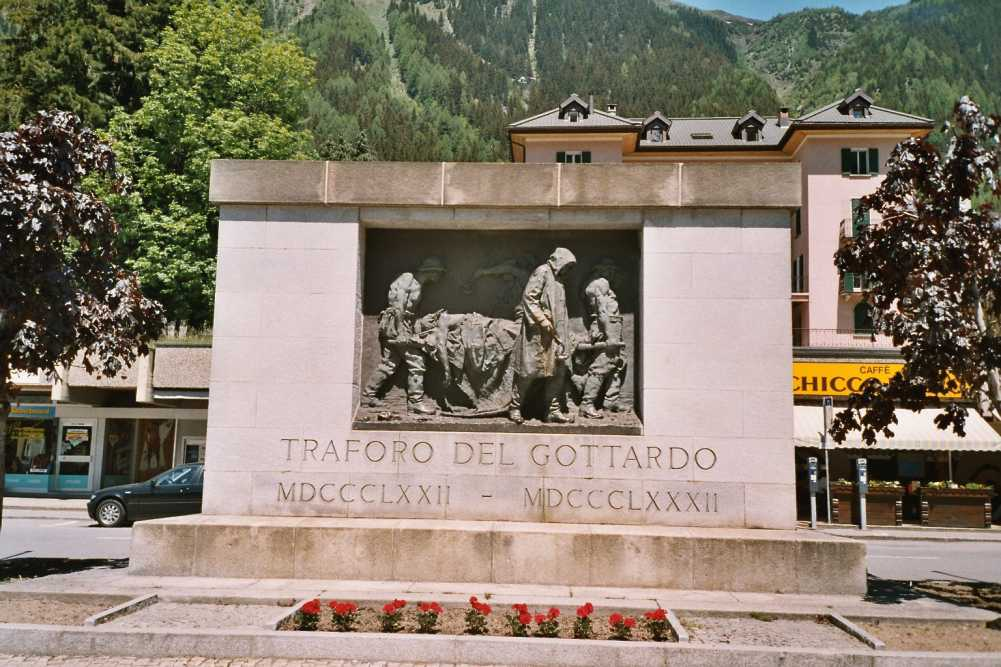
사망 노동자 위로비, 빈첸조 벨라

두 구멍 중 하나에 존재하는 조건은 터널 건설 중, 특히 작업 전반에 걸쳐 증기가 지속적으로 존재하는 아이롤로에서 구동되는 구멍에서 완전히 열악했다. 그것들도 위험했다. 하나의 대형 사고에서만 약 200명의 작업자(정확한 수는 알 수 없음)가 터널에서 굴착된 자재를 운반하는 데 사용된 압축 공기 구동 열차에 의해 대부분 사망했다. 다른 터널 작업자는 낙석, 다이너마이트 폭발로 사망했으며, 일부는 물이 흘러나와 익사하기도 했다. 살아남은 사람들 중 몇 명은 십이지장충 유행병으로 인한 심각한 건강 문제로 고통받았다. 의학 연구는 “구충증의 병인학, 역학 및 치료에 대한 연구”를 통해 기생충학에 큰 발전을 가져왔다. 1875년 동안 노동자들은 파업에 들어갔다. 알트도르프의 현지 경찰(21명)은 즉시 이 파업을 폭력적으로 진압했고, 노동자들은 4명이 사망하고, 13명이 부상을 입었다. 그 결과 80명의 작업자가 이후 건설 현장을 떠났다.
1880년 2월 29일 동안 터널의 두 선진 천공이 산의 중간 지점에서 서로 뚫렸다고 발표되었다. 또한 높은 수준의 정확도가 성공적으로 달성된 것으로 관찰되었으며, 이는 건설 단계 전반에 걸쳐 수행된 엄격한 측량과 지시의 증거이다. 이 행사는 널리 알려졌고, 주요 공학의 승리로 환영받았다. 엔지니어 아돌프 가우티에(Adolphe Gautier)는 당시 이것을 “인간이 시도한 가장 위대한 작업”으로 묘사했다.
이 이정표에 따라 터널에서 2년간의 추가 공사가 계속되었다. 이 활동 기간은 주로 과도한 전리품을 제거하고 석조물을 완성하는 데 사용되었다. 이러한 마무리 작업은 시간이 오래 걸리는 선행 천공 작업에 비해 상대적으로 위험도가 낮고, 터널 양쪽 끝과 만나는 진입로보다 훨씬 수월한 작업이었다.

## 운용
터널은 1882년에 운영을 시작했다. 루체른에서 이탈리아 국경 키아소까지 사철이었던 고트하르트 철도가 운행하고 있었지만, 1909년에 스위스 국철에 의해 국유화되었다. 1920년에 전철화되었지만, 여전히 운행이 계속되었던 증기기관차 연기 그을음이 옥에 부착되어 절연파괴를 일으키기 때문에 전압은 스위스 국내 표준의 교류 15kV가 아니라 7.5 kV로 제한되었다가 증기기관차가 전량 폐기되자 승압시켰다.
고트하르트 도로 터널이 개통될 때까지 스위스 국철은 고트하르트 철도 터널을 경유한 피기백 운송 영업을 하고 있었다. 오늘날 스위스 국내 고속도로를 통과하는 트럭을 줄이기 위해 독일과 이탈리아를 연결하는 피기백 운송 영업을 하고 있다. 2001년 2개월간의 고트하르트 도로 터널을 폐쇄할 때에는 괴세넨과 아이롤로 사이에 잠정적인 피기백 운송이 진행되기도 했다.
2012년 6월, 고개 구간에 낙석이 있어 철도 터널 구간의 사용이 일시적으로 불능이 되었다. 이 때문에 철도가 한 손에 담당해 왔던 위험물의 수송이 멈춰졌고, 엄격한 제한 하에서 병행 운영하던 고트하르트 도로 터널에 위험물 수송 차량을 주행시키는 특단의 조치가 시행되었다.
2022년 8월 발생한 탈선 사고의 여파로 터널이 폐쇄되었다.  2024년 9월에 다시 운행예정이다.

## 관련 터널
1980년에 고트하르트 도로 터널이 개통을 했다. 또한, 알프트 운송 계획의 일환으로 고트하르트 철도 터널보다 약 600m 고도가 낮은 에르스트펠트와 보디오 두 마을을 연결하는 새로운 터널 고트하르트 베이스 터널의 건설이 1993년부터 진행되어, 2016년 6월 1일에 개통했다. 이에 비해 길이는 57.1km로 세계에서 가장 긴 철도 터널로, 최초의 고트하르트 터널보다 고도가 약 500m 낮아 열차가 평평하고, 직선적인 경로로 중앙 알프스를 횡단할 수 있어 보다 효율적이다. 훨씬 더 적은 에너지 소비와 더 긴 화물 열차로 더 빠른 속도로 통과한다.

## 같이 보기
- 고트하르트산맥
- 고트하르트 고개
- 고트하르트 베이스 터널
- 고트하르트 도로 터널
- NRLA